# Lago Evans (Colúmbia Britânica)
O lago Evans é um lago de forma aproximadamente triangular, com um perímetro de cerca de 1,3 km, localizado próximo ao rio Cheakamus e ao rio Squamish, na Colúmbia Britânica, Canadá. 

## Descrição
As margens deste lago tem sido o lar de acampamentos para desde 1959. Durante décadas o Lago Evans foi usado principalmente pela Companhia dos Guardas Florestais Junior de BC. Mais tarde, esta associação florestal criou os acampamentos de verão para crianças.
O programa de verão é uma combinação de ecologia com base em tempo de educação e tempo de lazer estruturado e não estruturado. Durante o ano letivo, o Centro de Educação do Lago Evans oferece às escolas, grupos comunitários, empresas e entidades privadas independentes um programa de atividades baseadas no lago, floresta e campo.